# Вьевиль-ан-Э
Вьеви́ль-ан-Э (фр. Viéville-en-Haye) — коммуна во французском департаменте Мёрт и Мозель региона Лотарингия. Относится к  кантону Тиокур-Реньевиль.	

## География

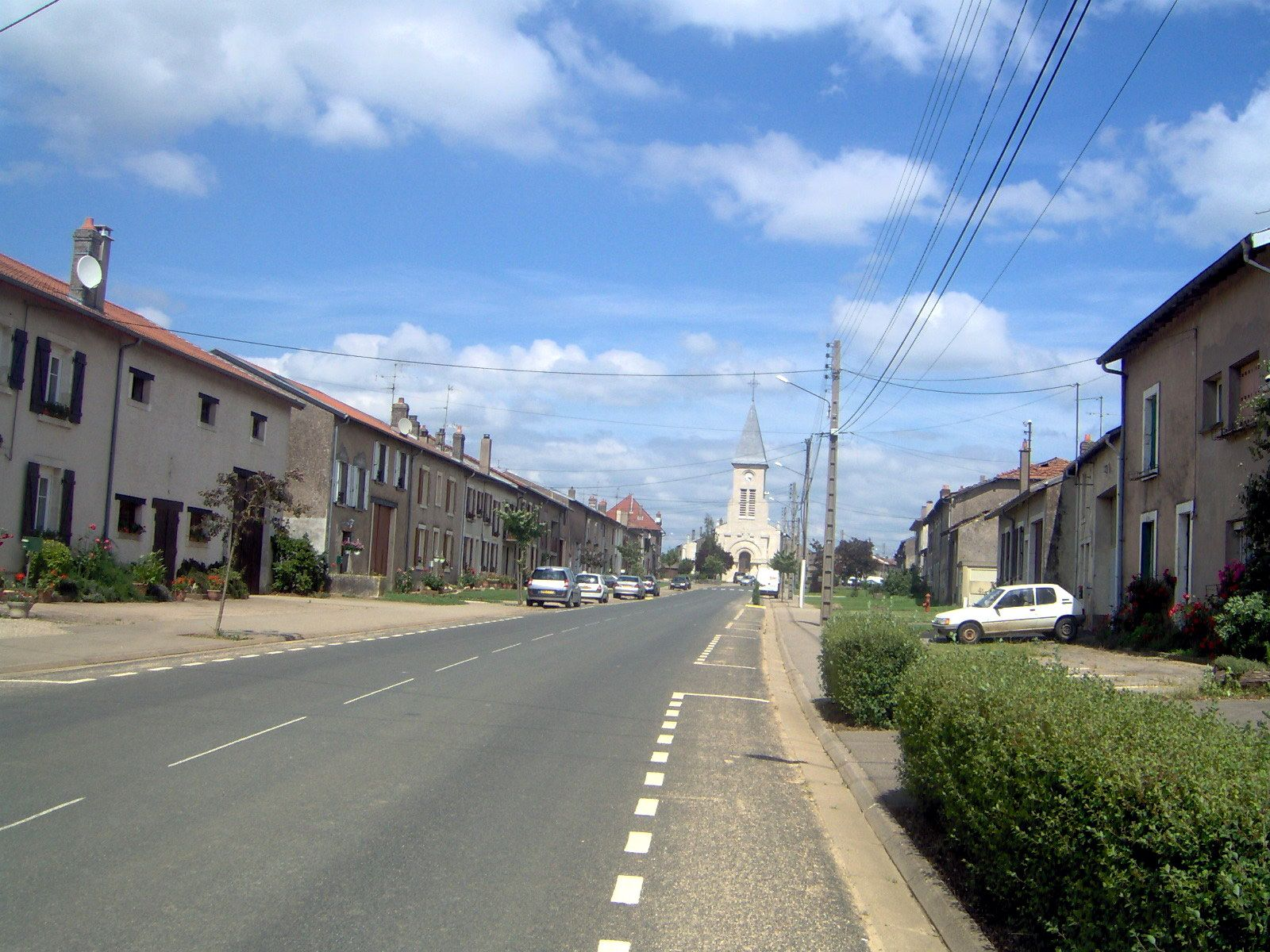
Вьевиль-ан-Э.

Вьевиль-ан-Э расположен в 27 км к юго-западу от Меца и в 34 км к северу от Нанси. Соседние коммуны: Виллер-су-Прени на востоке, Вильсе-сюр-Тре на юго-востоке, Тиокур-Реньевиль и Жольни на северо-западе.

## История
- В средние века деревня поставляла охрану герцогу Лотарингии для замка де Прени.
- В 1427—1429 годы в результате солдатских волнений, вызванных противостоянием епископа Меца и герцога Лотарингии, Вьевиль был разрушен и оставался длительное время опустевшим. Лишь в 1504 году началось новое заселение деревни.
- Коммуна была разрушена после эвакуации жителей в Первую мировую войну.

## Демография
Население коммуны на 2010 год составляло 167 человек.
| 1962 | 1968 | 1975 | 1982 | 1990 | 1999 | 2010 |
| ---- | ---- | ---- | ---- | ---- | ---- | ---- |
| 151  | 159  | 133  | 124  | 125  | 150  | 167  |

## Достопримечательности

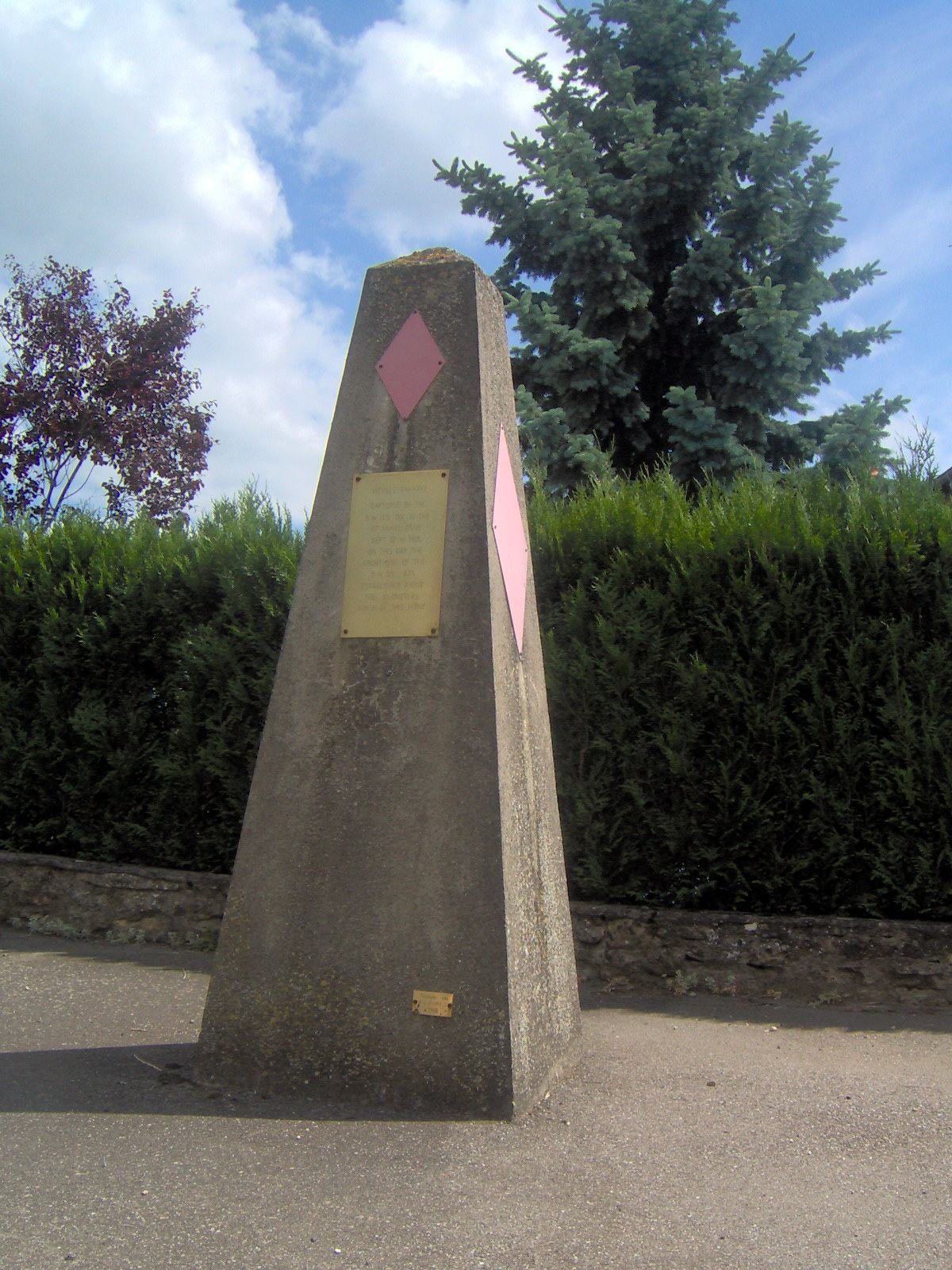
Памятник погибшим американским солдатам.

- Развалины усадьбы сеньора, сооружённой в 1752 году; разрушена в 1914—1918 годы во время Первой мировой войны.